# محمدقاسم لاهیجی حائری
محمدقاسم لاهیجی حائری، از مشاهیر لاهیجان و از خوشنویسان سده دهم قمری است. از آثار او چهارده قطعه از مرقعی است.
او آثار خود را به یکی از این‌گونه‌ها امضا می‌کرد: «مشقه‌العبد محمدقاسم الحائری» و «العبد قاسم غفر ذنوبه» و «فقیر قاسم‌الجیلانی عفی عنه» و «کتبه الفقیر محمد قاسم لاهیجی» و «المذنب قاسم غفر ذنبه».